# Годанце
Годанце (алб. Godanci/Shpati) је насеље у општини Глоговац на Косову и Метохији. Атар насеља се налази на територији катастарске општине Годанце површине 371 ha. Под нешто другачијим именом ово село се први пут помиње 1365. године у даровници српског господара Вука Бранковића манастиру Хиландару на Светој гори. У турском попису рађеном 1455. године записано је да у селу живи 30 српских породица, са православним попом. До 17. века Годанце је имало српску цркву.

## Демографија
Насеље има албанску етничку већину.
Број становника на пописима:
- попис становништва 1948. године: 175
- попис становништва 1953. године: 195
- попис становништва 1961. године: 216
- попис становништва 1971. године: 321
- попис становништва 1981. године: 393
- попис становништва 1991. године: 608